# Villa Harenda
Die Villa Harenda (poln. Willa „Harenda”) wurde 1892 in Zakopane im Zakopane-Stil erbaut. In der Villa wohnte in den 1920er Jahren die englische Künstlerin und Schriftstellerin Winifred Cooper sowie ab 1923 bis zu seinem Tod der Schriftsteller Jan Kasprowicz. In der Villa befindet sich seit 1950 ein Museum, das sich dem Wirken des Jan Kasprowicz widmet. Neben der Villa wurde ein Mausoleum für ihn errichtet, in dem er bestattet wurde, sowie die barocke Johanneskirche. In der Villa befindet sich ebenfalls eine Galerie des Künstlers Władysław Jarocki.